# Shrouk El-Attar
Shrouk El-Attar (en arabe : شروق العطار), née en 1994 à Alexandrie en Égypte, est une ingénieure conceptrice en électronique vivant au Royaume-Uni comme réfugiée depuis 2007.
Elle milite pour les droits des réfugiés au Royaume-Uni et pour les droits LGBT dans son Égypte natale.
Elle collecte des fonds pour l'assistance juridique des personnes LGBT en Égypte et pour aider à la réinsertion des personnes persécutées et en danger en raison de leur genre ou de leur sexualité.
Shrouk El-Attar est l'une des femmes choisies par la BBC en 2018 comme l'une des 100 femmes les plus influentes au monde,.
En tant que scientifique, elle est distinguée par l'Institution of Engineering and Technology comme jeune femme ingénieure de l'année 2021.

## Biographie

### Enfance, réfugiée
Shrouk El-Attar naît en 1994 et grandit à Alexandrie, en Égypte. Elle se rend compte très jeune de son attirance sexuelle pour les femmes, mais elle est rebutée par son entourage immédiat, comme par les enseignants, qui lui disent que l'homosexualité est un « terrible péché ».
Elle arrive au Royaume-Uni en 2007, à l'âge de 15 ans, avec sa mère et ses frères et sœurs. Mais leur demande d'asile est rejetée, ils sont alors expulsés lors d'une descente des services d'immigration à l'aube au domicile familial. Shrouk El-Attar obtient finalement l'asile en raison de son statut LGBT. Elle décrit le processus qu'elle a traversé comme difficile et même humiliant, ayant dû produire des attestations de ses ex sur leurs rapports sexuels, se sentant humiliée et déshumanisée. Elle déclare qu'elle a eu de la chance car elle vivait déjà au Royaume-Uni depuis un certain temps avant de se lancer dans la procédure, mais que d'autres réfugiés qui pourraient échapper à la mort ou à l'incarcération n'auraient pas facilement la même possibilité de recueillir les témoignages nécessaires, et les moyens de correspondre pour répondre à ce type d'exigence.
Shrouk El-Attar s'identifie elle-même comme Queer, un terme générique couvrant une multitude de minorités sexuelles et de genre. Elle affirme qu'elle risquerait sa vie en Égypte si elle y vivait ouvertement comme elle le fait en Grande-Bretagne, faisant référence au mariage forcé et à d'autres types de violence perpétrés contre les personnes LGBT dans son pays d'origine.

### Militante pour les droits des réfugiés et les droits des LGBT
En 2018, Shrouk El-Attar rejoint d'autres militants des droits des réfugiés pour s'adresser au parlement du Royaume-Uni et y raconter leurs expériences. L'un des principaux problèmes que soulève Shrouk El-Attar en faveur des réfugiés est l'accès à l'éducation.
En Égypte, au début de son adolescence, El-Attar avait deux ans d'avance sur ses camarades de classe et aurait commencé l'université à 16 ans. Mais son arrivée en Grande-Bretagne tout changé. Bien qu'étudiant en 2018 pour sa maîtrise en ingénierie à l'Université de Cardiff, elle s'est vu refuser la possibilité d'étudier à l'université pendant les années où elle demandait l'asile, conformément à la politique universitaire nationale, traitant les demandeurs d'asile comme des étudiants étrangers, soumis à des frais de scolarité très élevés, et avec interdiction de travailler pour financer leurs études. Elle se trouve ainsi effectivement exclue du système universitaire, bien qu’elle ait été acceptée dans toutes les universités auxquelles elle a postulé.
En attendant la possibilité d'effectuer ses études supérieures, Shrouk El-Attar rejoint le groupe militant STAR (Student Action for Refugees) et elle fait campagne pour que les demandeurs d'asile soient traités comme des étudiants britanniques au sein du système éducatif. Il existe désormais plus de 60 universités au Royaume-Uni qui acceptent des demandeurs d'asile comme étudiants et elle siège maintenant au conseil d'administration de l'association caritative STAR qui compte plus de 30 000 bénévoles à travers le Royaume-Uni.
En mars 2018, Shrouk El-Attar est nommée Jeune femme de l'année 2018 par le Haut Commissariat des Nations Unies pour les réfugiés (HCR), pour son action en faveur des droits des réfugiés au Royaume-Uni.
Shrouk El-Attar décrit la liberté qu’elle a trouvée de s'affirmer queer comme une expérience libératrice qui a changé sa vie. Mais deux ans après son arrivée au Royaume-Uni, lorsqu'elle a 17 ans, sa famille découvre son identité sexuelle et leurs relations se sont détériorées. Elle doit alors se soumettre à une procédure de demande d'asile distincte et inquisitrice. Elle reconnaît être favorisée par rapport à ses « frères et sœurs LGBTQ+ » en Égypte, et elle est déterminée à continuer à se battre pour leurs droits.
Elle commence à danser lors d'événements caritatifs et politiques, sous le nom de "Dancing Queer", un personnage barbu qui incarne ses déclarations sur la pilosité corporelle, sur les normes de beauté, l'expression de genre, la sexualité. Elle collecte des fonds pour financer les frais d'assistance juridique et les frais de déménagement des homosexuels égyptiens persécutés, et milite pour sensibiliser les gens à leur sort.
À la suite de la répression majeure contre les personnes LGBT en Égypte, elle prononce son troisième discours au Parlement, ainsi qu'un autre discours au HCR. C'est alors, en 2018, qu'elle est inscrite sur la liste des 100 femmes les plus influentes selon la BBC. Bien que l’homosexualité ne soit pas formellement illégale en Égypte, les comportements sociaux et les approches gouvernementales à l’égard de l’homosexualité sont très négatives. Vers la fin de l'année 2017, lors du concert arc-en-ciel de Mashrou' Leila, des membres du public sont arrêtés pour avoir déployé un drapeau arc-en-ciel en soutien aux droits LGBT. Un homme est condamné à six ans de prison pour « pratique de débauche » quand il rentre chez lui après le concert. Après cette affaire, le Conseil suprême égyptien de régulation des médias décide d'interdire « toute forme de promotion ou de sympathie envers la communauté LGBT dans les médias, au motif qu'il s'agit d'une « maladie honteuse », à moins qu’une personne LGBTQ+ « montre du repentir et des remords à l’égard de sa sexualité », elle ne doit pas être présentée de façon positive. L’Égypte envisage en plus d’adopter une loi interdisant explicitement l’homosexualité, ce qui risque d’aggraver la situation des Égyptiens LGBTQ.
Shrouk El-Attar présente son spectacle dans tout le Royaume-Uni, ainsi qu'à l'international, notamment en France, aux Pays-Bas et au Japon.

### Carrière d'ingénieur
Shrouk El-Attar est ingénieure en conception électronique. Elle a obtenu son baccalauréat et sa maîtrise en ingénierie à l'Université de Cardiff. Auparavant, elle a travaillé comme ingénieure en conception de systèmes à Cardiff, maître de conférences adjointe en ingénierie, interprète, guide de musée et actrice de théâtre et de radio, dans des spectacles comme Stori, A tell, au Welsh Millennium Centre, Nothing is Out of Place sur Radio Cardiff et Praxis Makes Perfect (Interactive Theatre) au National Theatre of Wales.
Elle attribue son intérêt pour l'ingénierie électronique à l'un de ses plus anciens souvenirs, quand elle réalise que les gens à la télévision ne sont pas des humains de petite taille vivant à l'intérieur. Travaillant actuellement chez Renishaw, elle conçoit des circuits électroniques pour des codeurs capables de fournir des mesures en nanomètres et pour des machines de mesure de coordonnées (MMT) robotisées industrielles.
Elle a auparavant travaillé avec des chirurgiens des yeux. Elle a également effectué des stages d'ingénierie chez le fabricant de microprocesseurs Intel, et dans l'entreprise Fujitsu à Kawasaki, au Japon, où elle présente son rôle dans le développement de produits de communication sur réseau optique en langue japonaise. Elle devient ensuite mentor de l'industrie de l'ingénierie électronique à l'université de Cardiff, là où elle avait fait ses études.
Pour ses recherches de maîtrise en résonance paramagnétique électronique (RPE), elle crée de nouvelles méthodes utilisant les micro-ondes pour identifier les matières organiques basées sur le spin quantique électronique, y compris certains cancers. Au cours de son BEng, Shrouk El-Attar parle sur la BBC du développement de systèmes hydroponiques IoT pour la start-up galloise Phytoponics. Après qu'elle a obtenu son diplôme, l'Université de Cardiff choisit d'écrire un numéro spécial sur elle parmi plus de 100 000 anciens élèves.
Le fait de ne pas avoir été autorisée à étudier l'ingénierie à l'université en raison de son statut de demandeuse d'asile n'a pas empêché Shrouk El-Attar de devenir ambassadrice science, technologie, ingénierie et mathématiques (STIM) en 2011. Sa plus récente activité de sensibilisation STIM consiste à enseigner les mathématiques aux enfants réfugiés.
Shrouk El-Attar remporte en 2021 le prix de la Société d'ingénierie des femmes (WES) de l'Institution of Engineering and Technology. Ce prix WES est décerné à « un ingénieur qui s'engage à inspirer la prochaine génération de pionniers STIM diversifiés et passionnés ».

## Prix et reconnaissance
- Institution d'ingénierie et de technologie PATW local 2015.
- Prix Da Vinci de l'innovation pour l'ingénierie 2016[13].
- Distinguée parmi les 100 femmes les plus influentes selon la BBC, 2018[8],[4].
- Jeune femme de l'année 2018 du Haut Commissariat des Nations unies pour les réfugiés[9].
- Figure parmi les 6 meilleures jeunes femmes ingénieurs de l'Institution of Engineering and Technology en 2019 [11].
- Prix de la jeune femme ingénieur de l'année - Lauréate du prix WES 2020[14].